# Германское Самоа
Герма́нское Само́а (нем. Deutsch-Samoa) — протекторат Германской империи, существовавший в 1900—1914 (де-факто) годах. В него входили острова архипелага Самоа: Савайи, Уполу, Маноно и Аполима.

## История
Европейским первооткрывателем островов стал голландский мореплаватель Якоб Роггевен, высадившийся на Самоа в 1722 году. Впоследствии, в 1768 году, на архипелаге побывал француз Луи Антуан де Бугенвиль, назвавший его островами Мореплавателей. Вплоть до 1830-х годов, когда на острова начали прибывать английские миссионеры и торговцы, контакт с чужеземцами был весьма ограниченным.
Когда Германия открыто начала интересоваться островами, США предъявили свои территориальные претензии на архипелаг. Великобритания также послала свои войска с целью отстаивания своих интересов в регионе. В 1881 году три страны договорились признать самоанским королём верховного вождя Малиетоа Лаупепу, однако среди местных жителей постоянно росло возмущение колониальным гнётом. Король Лаупепа в 1885 году вступил в открытый конфликт с немцами, которые в ответ стали поддерживать его главного соперника Тамасесе. Воспользовавшись фактическим господством Германии на Самоа и отсутствием единства среди англичан и американцев, немцы в 1887 году свергли Лаупепу, отправили его в изгнание, а королём провозгласили Тамасесе. Германский капитан Брандейс, назначенный премьер-министром, обложил всех самоанцев высокими налогами и, опираясь на военные корабли, попытался кровавыми репрессиями упрочить положение Германии на островах. Эти действия повлекли за собой череду протестов среди коренных жителей. Во главе недовольных встал вождь Матаафа, пользовавшийся большой популярностью на островах. После победы воинов Матаафы над войсками Тамасесе германским властям пришлось отозвать Брандейса. Уязвлённый этой неудачей, германский консул приказал атаковать с моря деревни сторонников Матаафы.
Обеспокоенные агрессивными действиями немцев правительства Великобритании и США отправили на острова вооружённые силы для отстаивания своих интересов. Затем последовала восьмилетняя гражданская война, в которой три соперничающих государства поставляли оружие и личный состав, а также проводили обучение войск борющихся друг с другом самоанских партий. Все три страны отправили военные корабли к Апиа, и крупномасштабная война казалась неминуемой, однако 16 марта 1889 года шторм разрушил и повредил корабли, завершив военный конфликт. В результате соглашения над страной фактически установился протекторат трёх стран.
Согласно Берлинскому соглашению 1899 года Острова Самоа были разделены на две части (линия раздела прошла по 171° з. д.): восточная группа, известная сейчас под названием «Американское Самоа», стала территорией США (острова Тутуила — в 1900, Мануа — в 1905); западные острова получили название «Германское Самоа», а Великобритания перестала претендовать на Самоа в обмен на возврат Фиджи и некоторых других территорий в Меланезии.

## Экономическое развитие

Почтовая марка Германского Самоа «Яхта „Гогенцоллерн“» (1901) и пропагандистская виньетка (1920)

За полвека проникновения германского капитала на островах появились немецкие плантации, на которых выращивались кокосы, какао и гевейя. Так как в самоанской культуре отсутствовало само понятия работы по найму, то для работы на плантациях ввозили рабочих из цинского Китая.

## Колониальная администрация

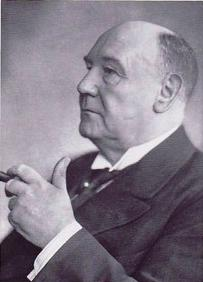
Вильгельм Зольф, германский губернатор Самоа (1900—1910)

Колониальный период истории Самоа официально начался с подъёма флага Германской империи 1 марта 1900 года. Первым немецким губернатором Самоа стал Вильгельм Зольф. Он сумел встроить традиционные самоанские институты в систему колониального управления; однако с теми племенными вождями, кто не желал следовать германской политике, он не церемонился, повторяя, что «на Самоа есть только одно правительство». За восемь лет Зольф сумел сделать колонию самодостаточной: с 1908 года ей уже не требовались дотации из метрополии.
В 1910 году Зольф был переведён в Берлин, где стал секретарём по вопросам колоний. Новым губернатором Германского Самоа стал Эрих Шульц-Эверт.

## Первая мировая война и её итоги
Германия не имела на Самоа вооружённых сил, за исключением военизированной полиции из местных жителей. Если говорить о флоте, то вся «Австралийская станция», ответственная за демонстрацию германского флага в Южных морях, состояла из одной канонерки «Гайер», которая на момент начала Первой мировой войны находилась с визитом в голландских водах.
29 августа 1914 года на острова Германского Самоа высадились новозеландские войска, и заняли их без всякого сопротивления. Оккупация продолжалась до 1920 года. По решению Лиги Наций, Новая Зеландия получила мандат категории «C» на управление Западным Самоа.